# ローマ皇帝のために生贄を捧げる神官
『ローマ皇帝のために生贄を捧げる神官』（ローマこうていのためにいけにえをささげるしんかん、西: Auspicios de un emperador romano、英: Sacrifice for a Roman Emperorは、17世紀イタリア・バロック期の画家ジョヴァンニ・ランフランコが1635年ごろ、キャンバス上に油彩で制作した歴史画である。マドリードのブエン・レティーロ宮殿のために制作された古代ローマ史を題材とした連作のうちの1点をなしていた。現在、マドリードのプラド美術館に所蔵されている。

## 作品
1633年に、ブエン・レティーロ宮殿はスペイン国王フェリペ4世によって落成された。ランフランコは、この宮殿を装飾するための注文と関連づけられる作品を少なくとも6点描いている。それらは、『ローマ皇帝の演説』、『ローマ皇帝の葬儀』、『宴の剣闘士たち』、『ローマの模擬海戦』 (すべてプラド美術館蔵) 、『二人の王を捕囚とするローマ皇帝の勝利』 (国立文化財局蔵) である。ほかにも宮殿用にローマ史の作品を手掛けた画家たちがいたが、ランフランコは描いた作品の数と重要性から際立つ。宮殿装飾計画のナポリにおける責任者であったモンテレイ伯爵 (Count of Monterrey) マヌエル・デ・アセヴェード・イ・スニガに、ランフランコがスペイン出身のホセ・デ・リベーラとともに最も高く評価されていたからであろう。

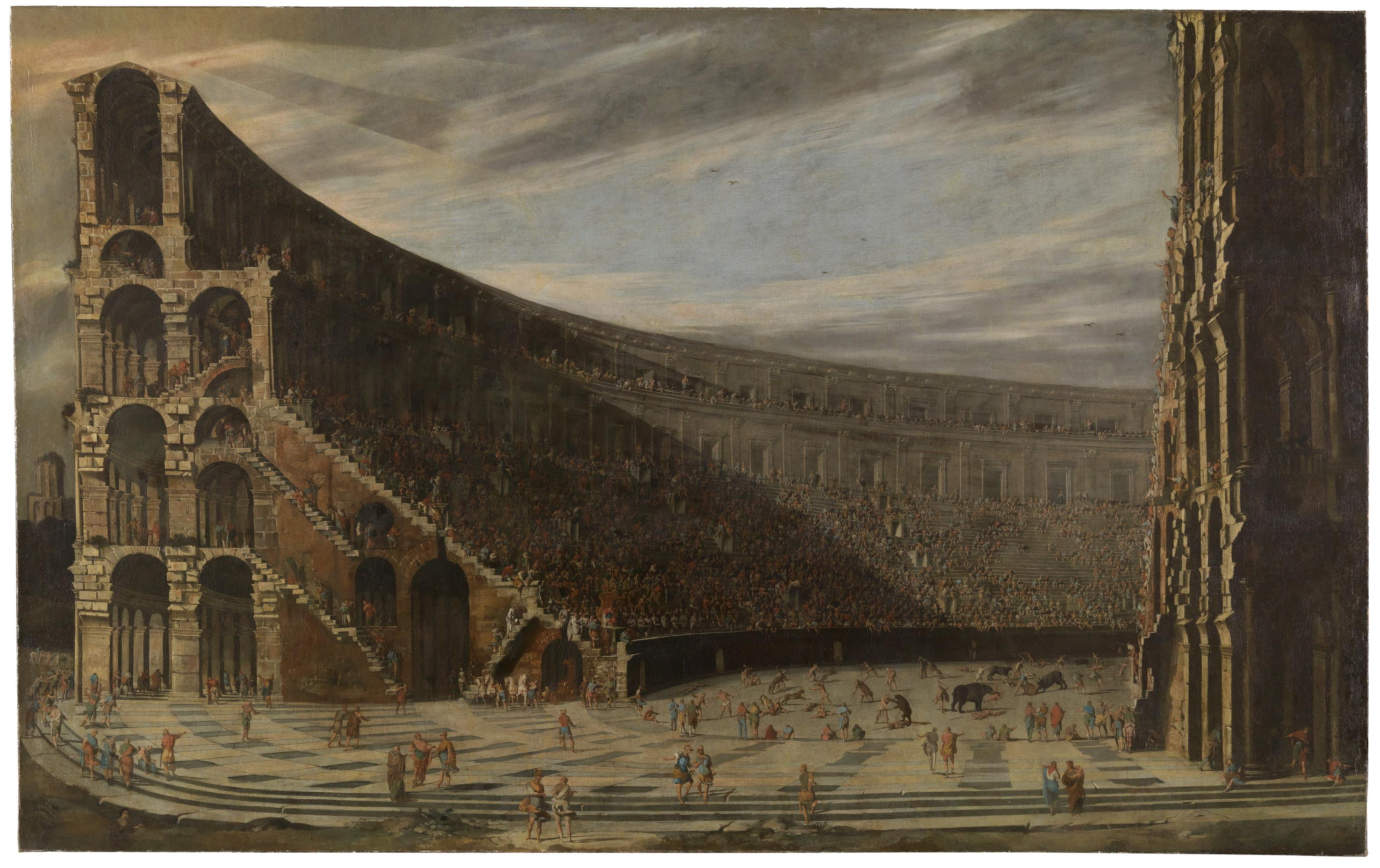
ヴィヴィアノ・コダッツィ『ローマの円形劇場の眺め』(1638年ごろ)、プラド美術館、マドリード

この絵画には、古代ローマの高官の前で生贄の羊が捧げられる場面が描かれているが、その意味は必ずしも明白ではない。勝利に終わった遠征後に、皇帝か将軍がローマへ凱旋する前に行われた神事を表しているのかもしれない。凱旋に先立って、上述の『ローマ皇帝の演説』に見られる軍に対する皇帝の演説や、本作に描かれる生贄の儀式など様々な行事が行われた。
本作の画面は、故意に組織だった案により、ところどころスケッチ的に描かれているが、それはランフランコの後期の様式に典型的なものである。ブエン・レティーロ宮殿装飾用の作品を制作したヴィヴィアノ・コダッツィ、アンドレア・ディ・レオーネらほかの画家たちは、場面に歴史的信ぴょう性を与えるためにローマの建築物を細かに描いたが、対照的にランフランコはあえて背景を除去し、画面を暗く、奥行きのないものとした。そして、陰から浮かび上がるような、劇的な身振りをする堂々たる人物像を前景に配置し、鑑賞者のすべての関心を彼らに集中させるように仕向けている。そうした人物像は、あたかも突然生命を与えられた古代ローマのレリーフ彫刻のようである。こうした制作法は、数多くの作品委嘱に対応していた当時のランフランコが、制作の効率を最大限にするために形成した素早く無駄のない様式にもとづいている。

## ブエン・レティーロ宮殿のためのランフランコの連作 (プラド美術館蔵)

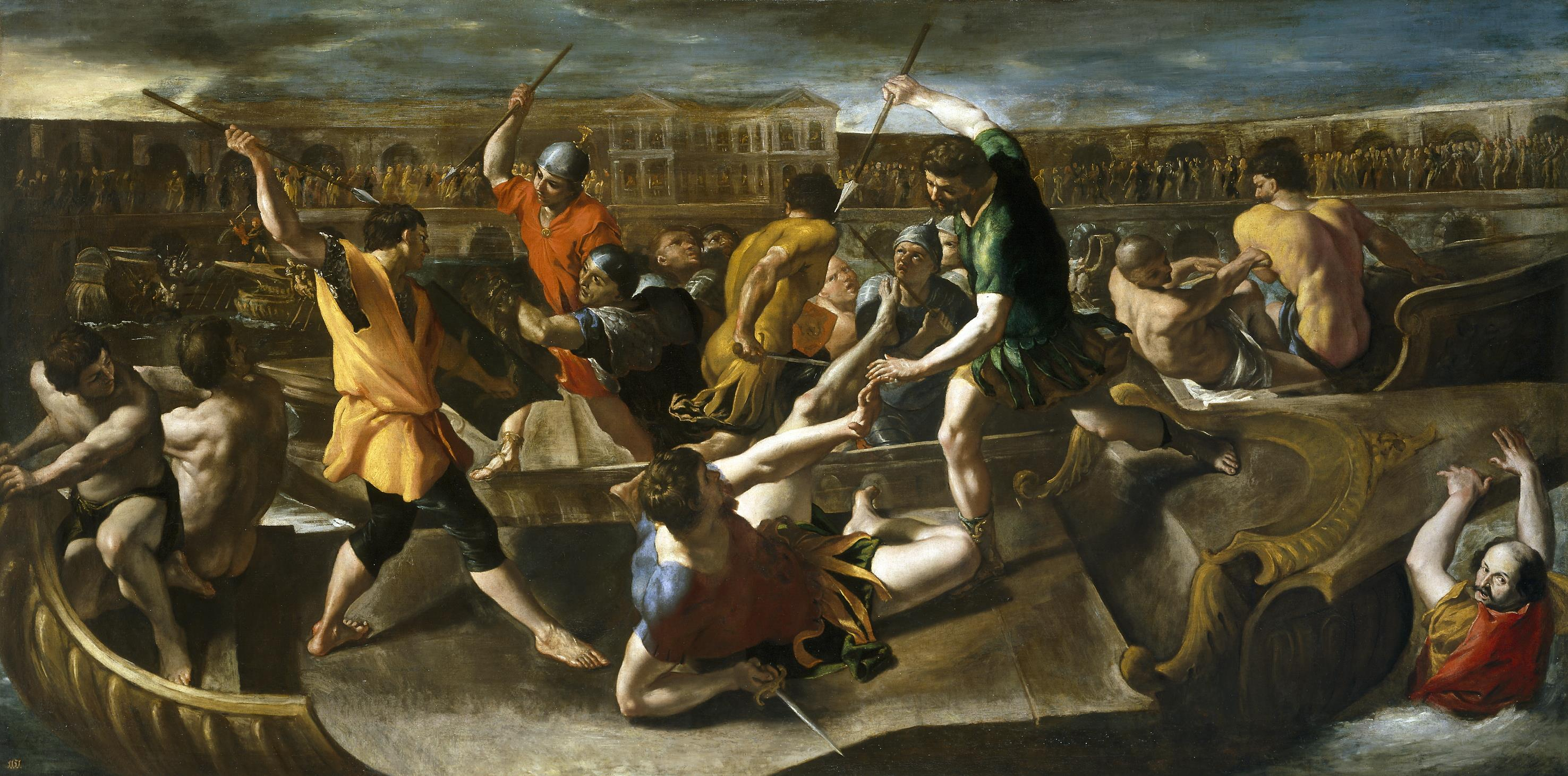
『ローマの疑似海戦』(1635年ごろ)
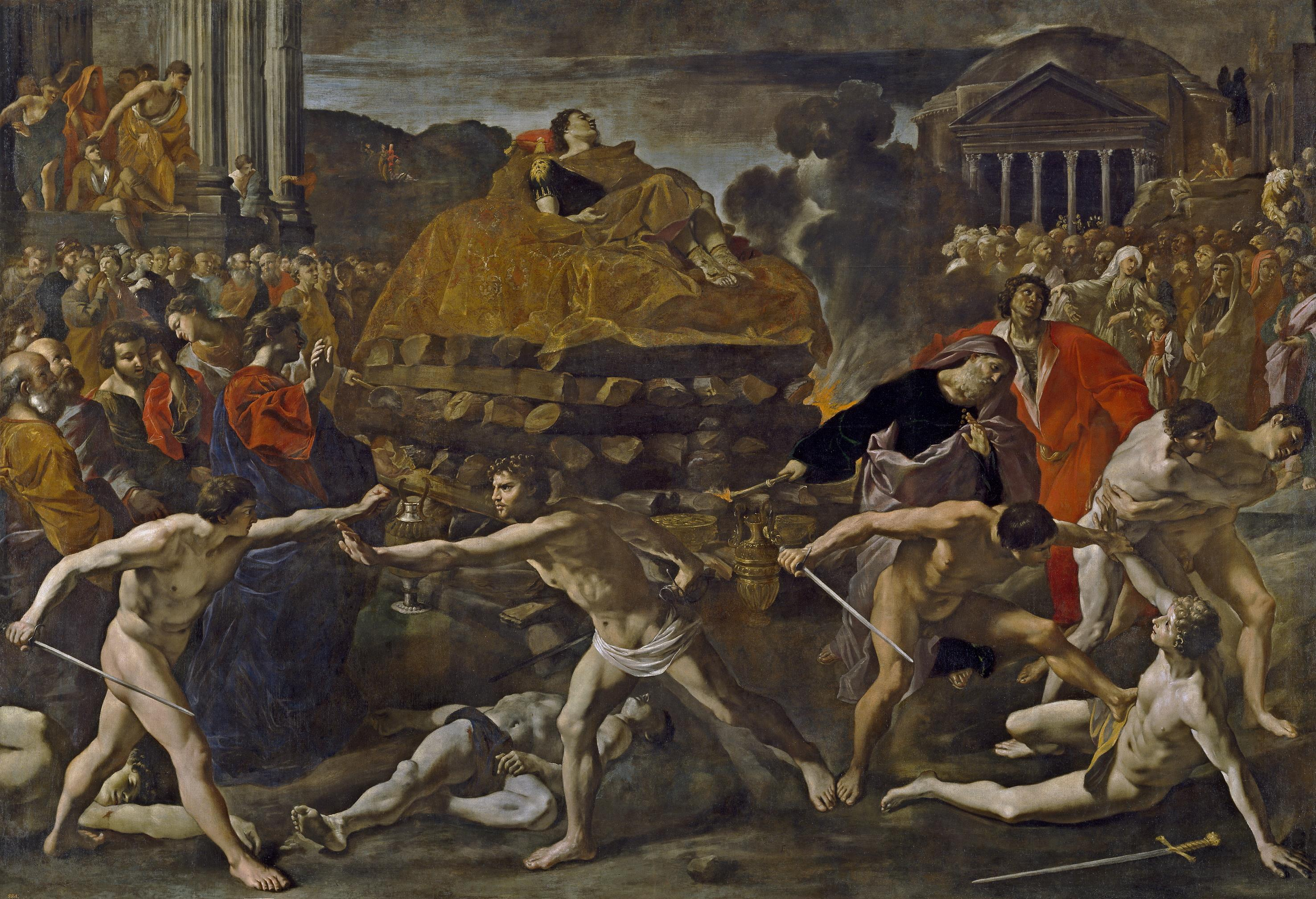
『ローマ皇帝の葬儀』 (1636年ごろ)
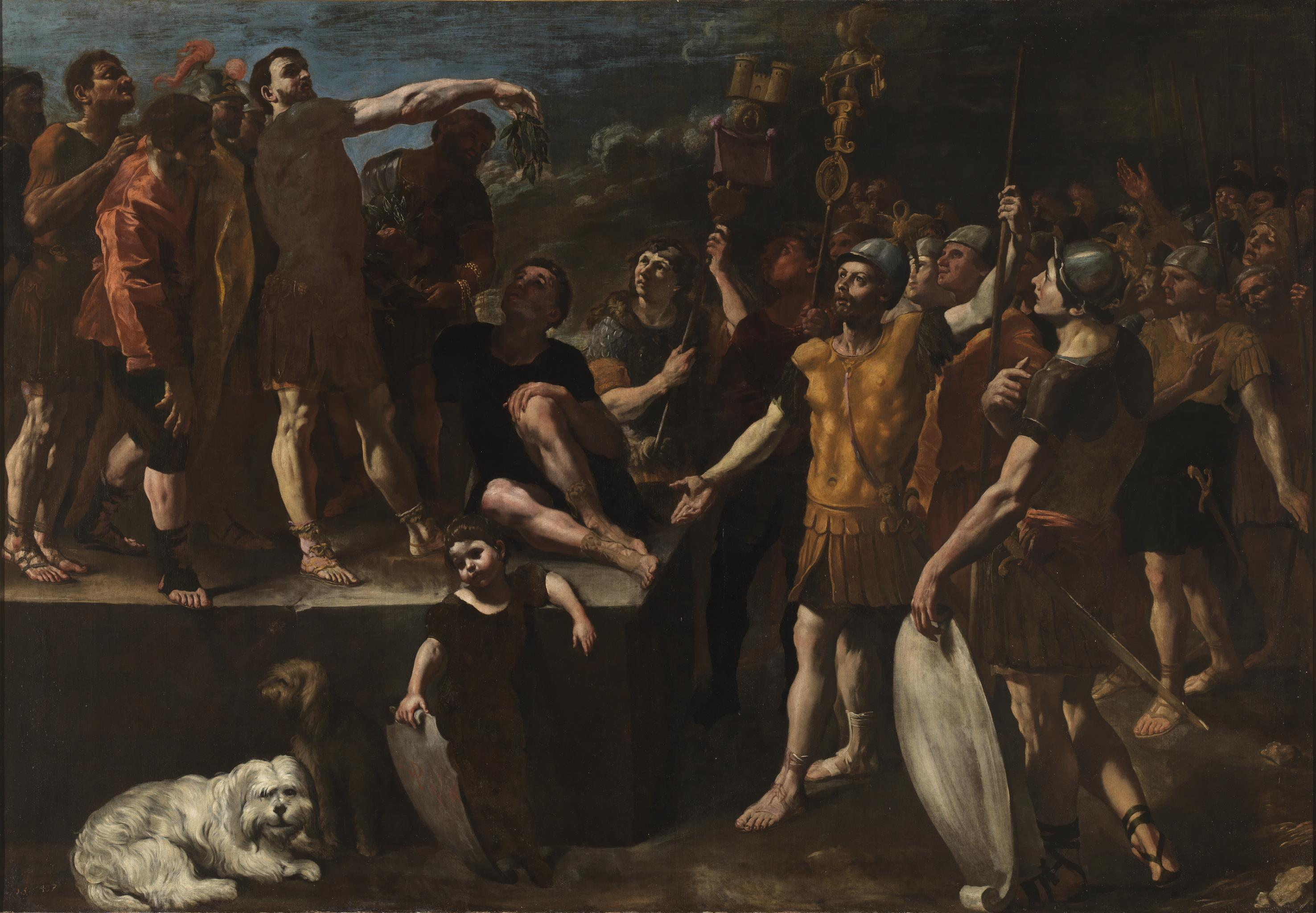
『ローマ皇帝の演説』(1638年ごろ)
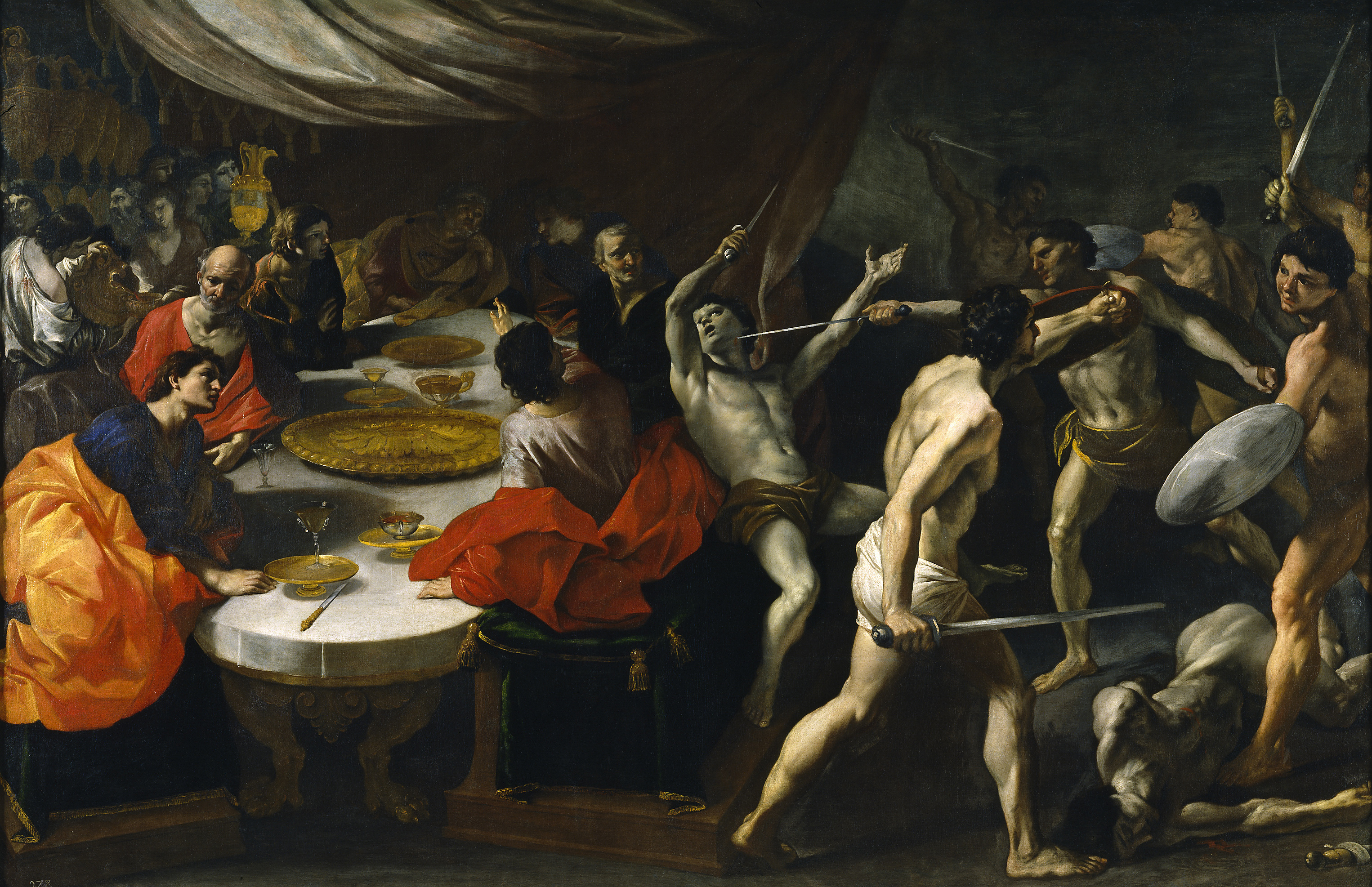
『宴の剣闘士たち』(1638年ごろ)